# It Ends Tonight
It Ends Tonight è il terzo singolo tratto dal secondo album in studio dei The All-American Rejects, Move Along, e pubblicato il 25 settembre 2006.
Ha raggiunto la posizione numero 8 nella classifica Billboard Hot 100.

## Video
Nell'introduzione del video si vede Tyson Ritter che cerca di evitare dei fuochi di artificio, lanciato dal chitarrista della band.
Successivamente Tyson suona la canzone un pianoforte classico nel deserto.
Il video continua con tyson che entrato in un supermercato compra una moltitudine di fuochi d'artificio, che infine userà verso la fine del video.

## Tracce[1]
1. It Ends Tonight - 3:45 (Tyson Ritter - Nick Wheeler)
2. Dirty Little Secret - 3:10 (Tyson Ritter - Nick Wheeler)

## Formazione
- Tyson Ritter - voce e basso
- Nick Wheeler - chitarra, tastiera e voce d'accompagnamento
- Mike Kennerty - chitarra e voce d'accompagnamento
- Chris Gaylor - batteria